# Poppo van Babenberg

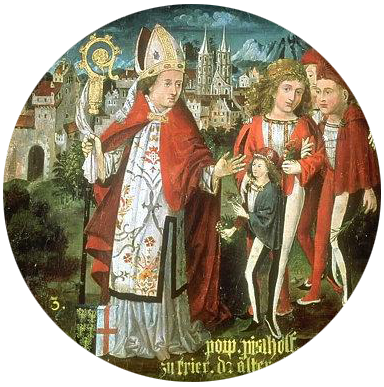

Poppo van Babenberg (986 – Trier, 16 juni 1047) was van 1016 tot aan zijn dood in 1047 aartsbisschop van Trier. 
Poppo was de zoon van Leopold I van Oostenrijk uit het huis Babenberg. Hij groeide op in het Beierse Bamberg. Keizer Hendrik II benoemde Poppo in 1007 tot domproost van Bamberg. In 1015 benoemde dezelfde keizer Poppo tot aartsbisschop van Trier, naar aanleiding van het overlijden van aartsbisschop Megingaud. Paus Benedictus VIII bevestigde de benoeming in 1016. 
Tussen 1028 en 1030 reisde Poppo met de heremiet Simeon naar het "Heilige Land" (Palestina). Na terugkeer liet Simeon zich in de Porta Nigra inmetselen en leefde als asceet. Uit de persoonlijke vriendschap tussen Poppo en Simeon vloeide Poppo's inzet voor de heiligspreking van Simeon, die inderdaad in 1035 door paus Benedictus IX werd gecanoniseerd.
Tussen 1037 en 1047 werd de dom van Trier in opdracht van Poppo uitgebreid; tijdens een bezoek aan de bouwwerkzaamheden stierf Poppo op 16 juni 1047, waarna hij werd bijgezet in de eveneens door Poppo tot stand gekomen Sint-Simeonkerk (aan de Porta Nigra). In 1803 werd het graf van Poppo overgebracht naar de kerk van heilige Gervasius. Zijn graf werd bij een bombardement op Trier tijdens de Tweede Wereldoorlog volledig vernield. 
- Gemeinsame Normdatei: 120912619
- International Standard Name Identifier: 0000 0000 8909 0153
- Library of Congress Control Number: nr00012192
- Système universitaire de documentation: 069917892
- Virtual International Authority File: 35298743
- WorldCat: E39PBJrwQb7dxdmgYPTxh7KKh3